# Neosymydobius albasiphus
Neosymydobius albasiphus är en insektsart som först beskrevs av Davis 1914.  Neosymydobius albasiphus ingår i släktet Neosymydobius och familjen långrörsbladlöss. Inga underarter finns listade i Catalogue of Life.